# Cúpula quadrada
En geometria, la cúpula quadrada es pot construir tallant una llesca del petit rombicuboctàedre. És un dels noranta-dos sòlids de Johnson (J₄). Té simetria C4v.
Els 92 sòlids de Johnson van ser descrits 1966 per Norman Johnson i els va numerar. No va demostrar que no n'existia més que 92, però va conjecturar que no n'hi havia d'altres. Victor Zalgaller el 1969 va demostrar que la llista de Johnson era completa. S'utilitzen els noms i l'ordre donats per Johnson, i se'ls nota Jxx on xx és el nombre donat per Jonson.

## Fórmules
- L'àrea de la cúpula quadrada de costat {\displaystyle L} és

{\displaystyle A=L^{2}\cdot (7+2{\sqrt {2}}+{\sqrt {3}})\approx L^{2}\cdot 11.56048}
- El volum de la cúpula quadrada de costat {\displaystyle L} és

{\displaystyle V=L^{3}\cdot \left(1+{\frac {2{\sqrt {2}}}{3}}\right)\approx L^{3}\cdot 1.94281}
- L'altura de la cúpula quadrada de costat {\displaystyle L} és

{\displaystyle h=L\cdot {\frac {\sqrt {2}}{2}}\approx L\cdot 0.70711}
- El circumradi de la cúpula quadrada de costat {\displaystyle L} és

{\displaystyle C=L\cdot \left({\frac {1}{2}}{\sqrt {5+2{\sqrt {2}}}}\right)\approx L\cdot 1.39897}

## Desenvolupament pla

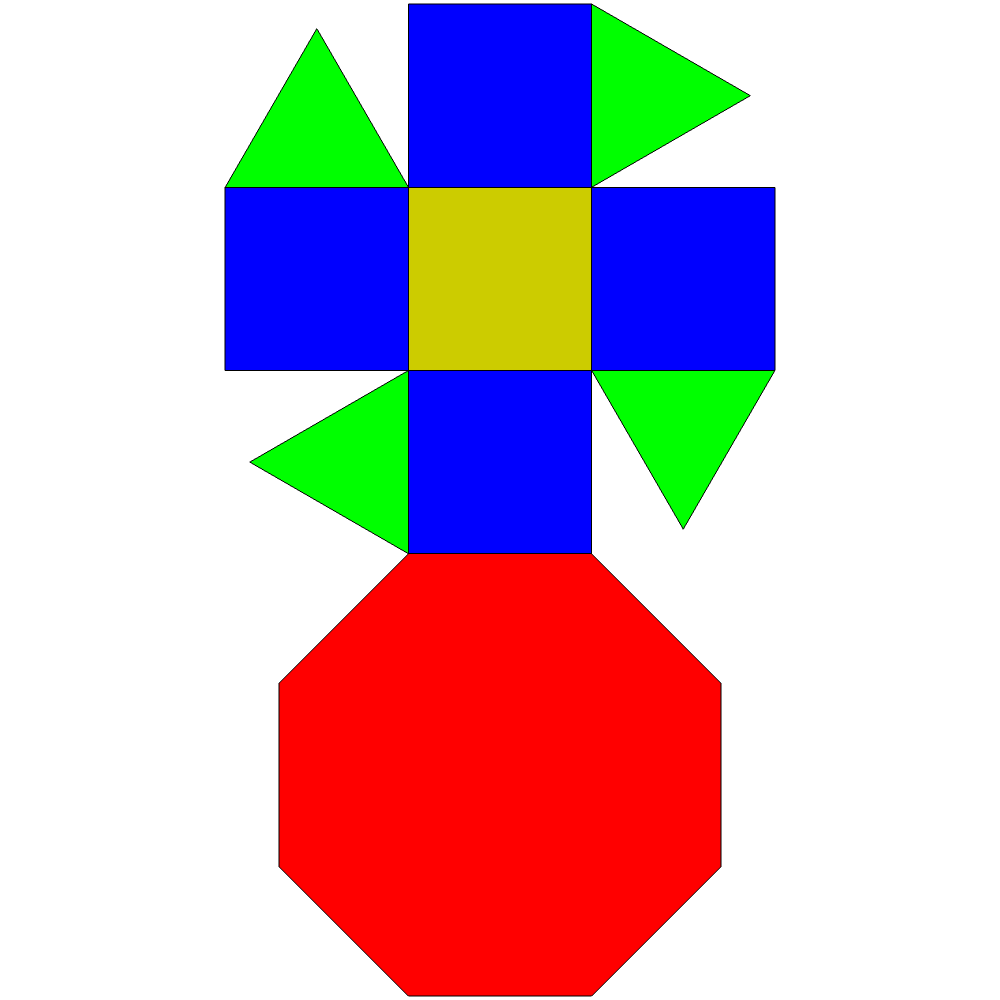
Desenvolupament pla de la cúpula quadrada